# Cisnădie
Cisnădie je rumunské město v župě Sibiu. V roce 2011 zde žilo 14 282 obyvatel.
Administrativní součástí města je vesnice Cisnădioara.